# Gmach Banku Gospodarstwa Krajowego w Warszawie

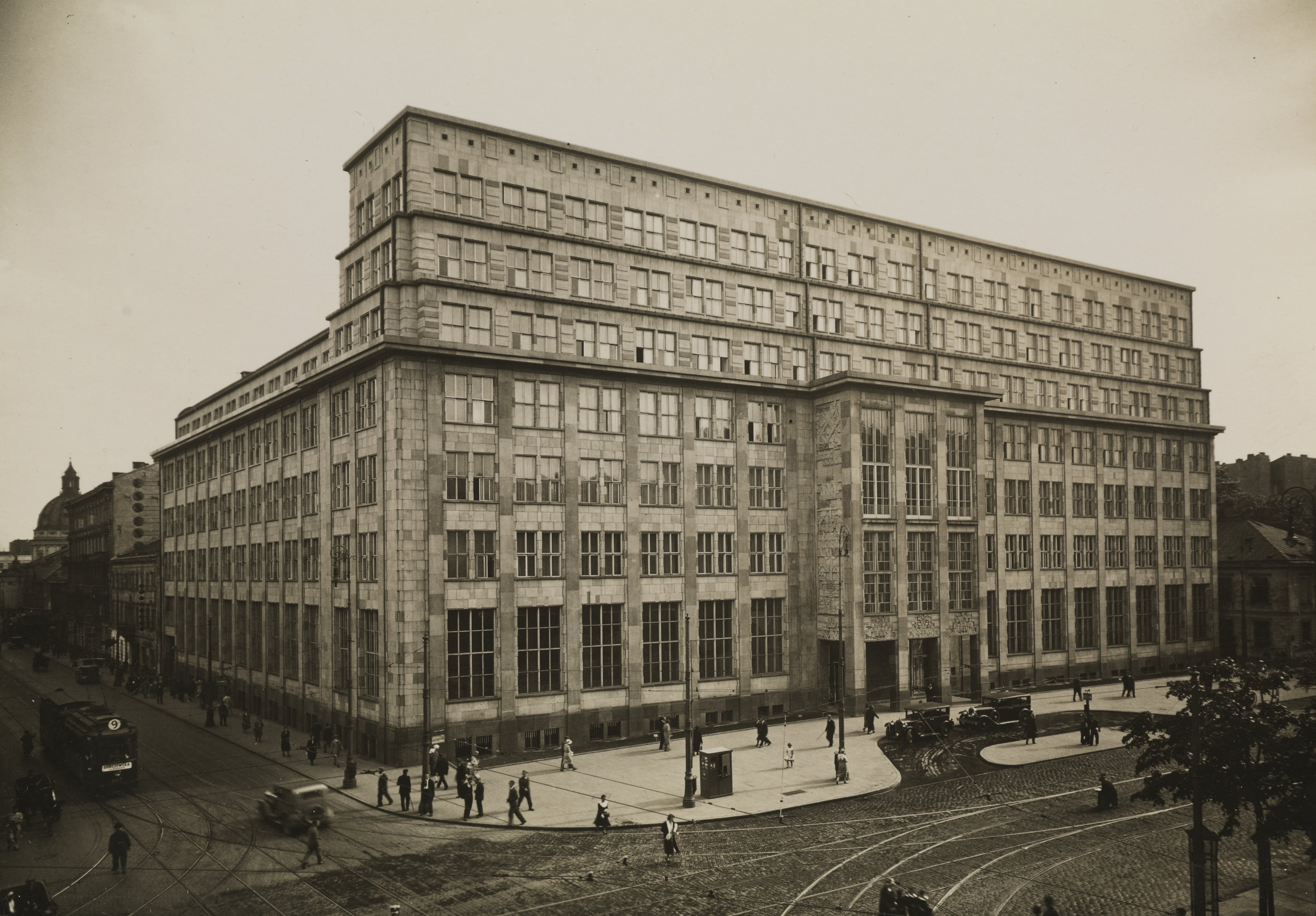
Gmach około 1933 roku

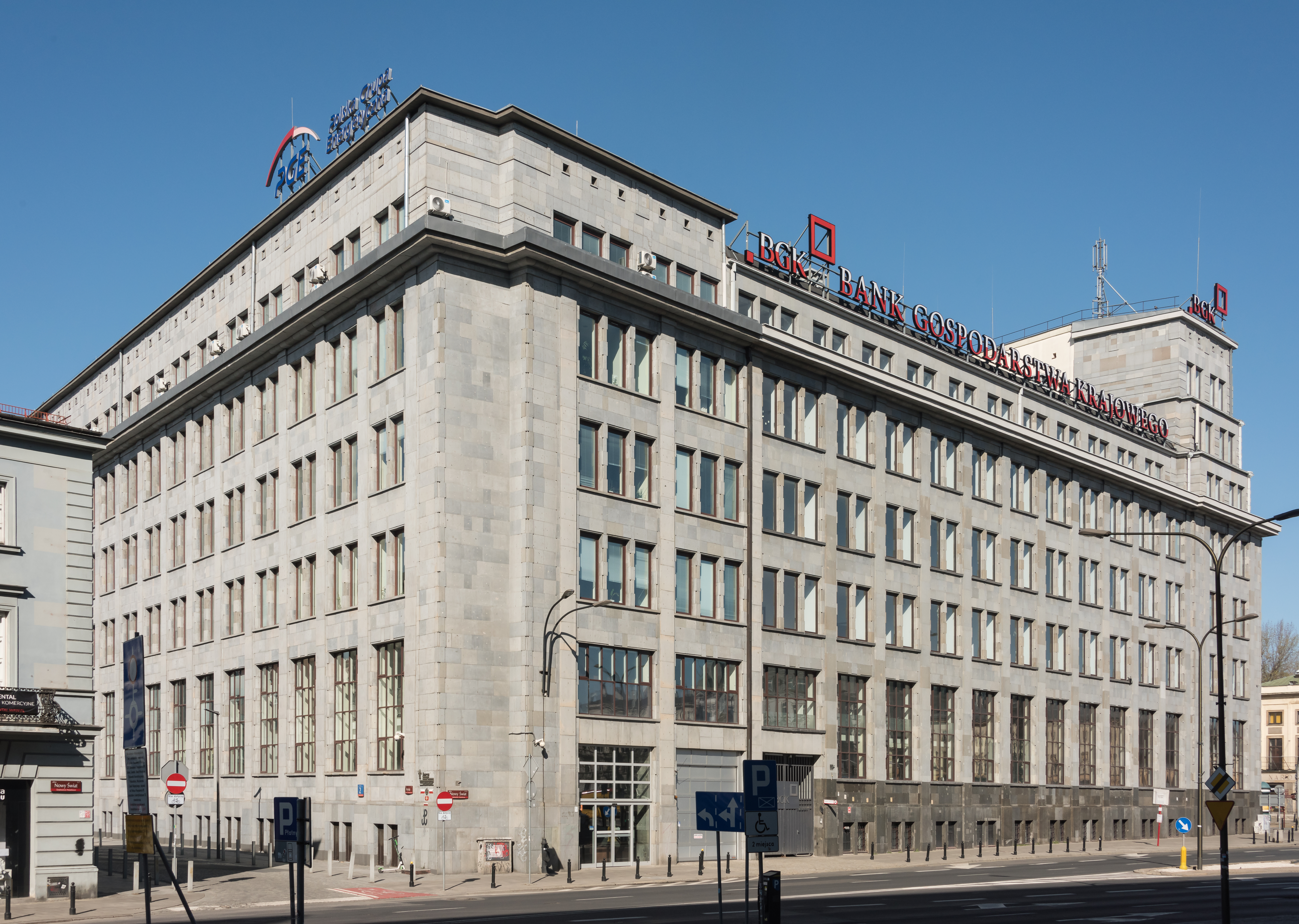
Gmach od strony ul. Nowy Świat (2021)

Gmach Banku Gospodarstwa Krajowego – zabytkowy budynek znajdujący się w Alejach Jerozolimskich 7, przy rondzie Charles’a de Gaulle’a w Warszawie.
Modernistyczny, monumentalny gmach został wzniesiony w latach 1928–1931 według projektu Rudolfa Świerczyńskiego dla Banku Gospodarstwa Krajowego. Został rozbudowany po II wojnie światowej. W latach 1957–2001 był siedzibą Polskiej Agencji Prasowej.

## Opis
Pierwotny projekt konkursowy przewidywał zabudowę wzdłuż Alej Jerozolimskich na odcinku między Nowym Światem a ulicą Bracką o powierzchni zabudowy 8247 m². Razem z bankiem miało się tam również mieścić Ministerstwo Robót Publicznych, odpowiedzialne za prowadzenie inwestycji infrastrukturalnych, które miał współfinansować BGK. Parcela należała do Skarbu Państwa. Znajdował się na niej pałacyk Opalińskiego i piętrowy pawilon baru-kawiarni.
Spośród 26 złożonych projektów konkursowych do realizacji wybrano projekt Rudolfa Świerczyńskiego. Już po rozstrzygnięciu konkursu ministerstwo zrezygnowało z budowy swojej siedziby połączonej z BGK (w lutym 1929 roku rozpoczęło budowę nowej siedziby przy ul. Tytusa Chałubińskiego).
Przed wojną zrealizowano tylko część zajętą następnie przez Bank Gospodarstwa Krajowego, o powierzchni zabudowy 4835 m² z dwiema elewacjami od Alej Jerozolimskich i Nowego Światu. Budynek od strony Alej Jerozolimskich liczył 7 kondygnacji nadziemnych, od Nowego Światu i zaplecza 5 kondygnacji. Nad IV kondygnacją elewację wieńczył gzyms o dużym wysięgu, wyższe kondygnacje cofały się uskokami. Działka przedwojennej części została zabudowana w 100%, trzy dziedzińce w parterze zostały pokryte szklanymi dachami, tworząc sale operacyjne banku.
Budowę rozpoczęto 21 maja 1928, a gmach oddano do użytku 6 grudnia 1931. Żelbetową konstrukcję budynku posadowiono na palach. Fundamenty sąsiednich budynków zostały pogłębione. Projektant konstrukcji Ludwik Tylbor zastosował zbrojenie ponad potrzeby wynikające z obliczeń statycznych. Ściany zewnętrzne wykonano z cegły dziurawki, ścianki działowe z cegły trocinowej. Gmach został ozdobiony płaskorzeźbami Jana Szczepkowskiego
Elewacje oblicowano płytami z małopolskiego andezytu. We wnętrzach reprezentacyjnych zastosowano okładziny kamienne z marmuru i alabastru. Zastosowano metalowe elementy wykończeniowe z powłokami galwanicznymi i ze stali nierdzewnej. Posadzki wykonano z płyt kamiennych z krajowych marmurów: Bolechowice, Zelejowa, Dębnik, Szewce i Morawica. Na korytarzach zastosowano wykładziny tekstylne i gumowe. W pokojach biurowych ułożono klepkę.
Przy wystroju plastycznym wnętrz współpracowali m.in. Wojciech Jastrzębowski (witraże) oraz Felicjan Szczęsny Kowarski, Wacław Borowski i Romuald Kamil Witkowski (malarstwo).
Gmach nie został zniszczony w czasie II wojny światowej. W czasie powstania warszawskiego był zajmowany przez Niemców, którzy nie wysadzili go w powietrze, ale zrabowali wyposażenie i ok. 30 mln złotych z rozbitego skarbca. Po 1945 w gmachu mieściły się m.in. biura Zarządu Miejskiego m.st. Warszawy. Po przekształceniu BGK (1948), gmach stał się własnością Banku Inwestycyjnego, a następnie Narodowego Banku Polskiego.
W okresie powojennym dzięki przebiciu ulicy Mysiej na przedłużeniu ulicy Nowogrodzkiej gmach został rozbudowany. W pierwszym etapie gmach został przedłużony w kierunku ulicy Brackiej, a w drugim etapie − powstała nowa fasada od strony ulicy Mysiej. Obiekt projektowany przed wojną w zabudowie obrzeżnej stał się budynkiem wolnostojącym. Projektanci powojennej rozbudowy zastosowali w elewacjach detale architektoniczne pierwotnego projektu, dzięki czemu powstał obiekt o jednolitej architekturze.
W 1965 gmach został wpisany do rejestru zabytków .
W 2020 rozpoczęła się gruntowna modernizacja wnętrz budynku według projektu biura JEMS Architekci.